# Segunda Categoría de Ecuador 1977
El campeonato ecuatoriano de Fútbol de Segunda Categoría 1977 fue la edición n.º 4 de la tercera división del fútbol ecuatoriano, para este torneo originalmente solamente iva a dar un cupo para el torneo de la Serie B 1978, pero tras la formación de la asociación provincial de Los Ríos y la participación tardía del torneo de provincial de Chimborazo se decidió que ambas asociaciones se le diera un cupo para sus respectivos campeones algo que se repetiria para el torneo de 1986, mientras que los 6 equipos restantes participarian en el torneo. En el Grupo A el ganador sería el conjunto de la Milagro S.C. perteneciente a la ciudad del mismo nombre en la cual solamente perderia un solo encuentro en la fase de grupos en la que compartió con los conjuntos de UTM que sería el único equipo que le ganaría en todo el torneo y el campeón de Pichincha Puebla JR, mientras que en el Grupo B el ganador sería el conjunto de América de Ambato que ganaría de manera invicta en especial tras su goleada de 5-0 ante Estudiantes Octubrinos, para la final se había definido las fechas del 13 y 18 de diciembre en caso de que hubiere habido igualdad en el marcado global se jugaria a un 3° encuentro que se jugaria el 28 de diciembre, dicho partido no se jugaria ya que el cuadro milagreño ganaría por marcador global de 4-1 convirtiéndose en el segundo equipo de la provincia del Guayas y primer equipo fuera de Guayaquil en ser campeón, mientras que para América de Ambato sería una buena campaña ya que en su segunda participación llegaría a disputar la final, se marcaron 35 goles. El equipo más goleador del torneo fue el campeón Milagro S.C. con 11 goles.
El Milagro S.C. lograría su primer título que le daría la oportunidad de participar en el Campeonato Ecuatoriano de Fútbol Serie B 1978, mientras que el cuadro del América de Ambato obtendría el primer subcampeonato.

## Sistema de campeonato
FASE PROVINCIAL (Primera Etapa)
- La Primera Fase estuvo formada por los Campeonatos provinciales organizados por cada Asociación de Fútbol (8 en ese entonces), los campeones clasificaron al Zonal Regional.

FASE REGIONAL (Segunda Etapa)
- La Zona 1 estuvo integrada por las provincias deːGuayas, Manabí y Pichincha.
- La Zona 2 estuvo integrada por las provincias deːEl Oro, Tungurahua y Azuay.

- La zona 1 jugó con 3 equipos, mientras que la Zona 2 con los restantes 3 equipos de los cuales participaron por sorteo previo en encuentros de ida y vuelta clasificando a la tercera etapa el equipo con mayor cantidad de puntos posibles.

FASE FINAL (Tercera Etapa)
- Se jugó una final a doble partido, el ganador fue reconocido como campeón de la Segunda Categoría 1978 y además jugó en la Serie B de 1979, en caso de que ambos equipos hayan ganado uno de sus respectivos partidos el título se lo definió en un partido extra.

## Equipos clasificados
| Asociación        | Equipo                 | Vía de clasificación                               |
| ----------------- | ---------------------- | -------------------------------------------------- |
| Azuay 1 cupo      | Estudiantes            | Campeón de la Segunda Categoría de Azuay 1977      |
| El Oro 1 cupo     | Estudiantes Octubrinos | Campeón de la Segunda Categoría de El Oro 1977     |
| Guayas 1 cupo     | Milagro S.C.           | Campeón de la Segunda Categoría de Guayas 1977     |
| Manabí 1 cupo     | UTM                    | Campeón de la Segunda Categoría de Manabí 1977     |
| Pichincha 1 cupo  | Puebla JR              | Campeón de la Segunda Categoría de Pichincha 1977  |
| Tungurahua 1 cupo | América de Ambato      | Campeón de la Segunda Categoría de Tungurahua 1977 |

## Zona 1
Los equipos de Guayas, Manabí y Pichincha.

### Grupo A
|  |    | Equipo       | PJ | PG | PE | PP | GF | GC | DG | PTS |
|  | -- | ------------ | -- | -- | -- | -- | -- | -- | -- | --- |
|  | 1° | Milagro S.C. | 4  | 2  | 1  | 1  | 7  | 4  | +3 | 5   |
|  | 2° | UTM          | 4  | 2  | 0  | 2  | 9  | 5  | +4 | 4   |
|  | 3° | Puebla JR    | 4  | 1  | 1  | 2  | 5  | 11 | -6 | 3   |

|  | Clasifica a la final |

### Resultados
|  | Milagro SC | 3 - 1 | Puebla JR |  | Los Chirijos | 6 de noviembre |

|  | Puebla JR | 2 - 1 | UTM |  | Atahualpa | 13 de noviembre |

|  | UTM | 2 - 1 | Milagro SC |  | Reales Tamarindos | 20 de noviembre |

|  | Puebla JR | 1 - 1 | Milagro SC |  | Atahualpa | 27 de noviembre |

|  | UTM | 6 - 1 | Puebla JR |  | Reales Tamarindos | 4 de diciembre |

|  | Milagro SC | 2 - 0 | UTM |  | Los Chirijos | 11 de diciembre |

## Zona 2
Los equipos de El Oro, Tungurahua y Azuay.

### Grupo B
|  |    | Equipo                 | PJ | PG | PE | PP | GF | GC | DG | PTS |
|  | -- | ---------------------- | -- | -- | -- | -- | -- | -- | -- | --- |
|  | 1º | América de Ambato      | 4  | 2  | 2  | 0  | 9  | 2  | +7 | 6   |
|  | 2º | Estudiantes            | 4  | 0  | 3  | 1  | 3  | 4  | -1 | 3   |
|  | 3º | Estudiantes Octubrinos | 4  | 1  | 1  | 2  | 2  | 8  | -6 | 3   |

|  | Clasifica a la final |

### Resultados
|  | Estudiantes Octubrinos | 1 - 0 | Estudiantes |  | 9 de Mayo | 6 de noviembre |

|  | Estudiantes | 1 - 1 | América de Ambato |  | Alejandro Serrano Aguilar | 13 de noviembre |

|  | América de Ambato | 5 - 0 | Estudiantes Octubrinos |  | Bellavista | 20 de noviembre |

|  | América de Ambato | 1 - 1 | Estudiantes |  | Bellavista | 27 de noviembre |

|  | Estudiantes | 1 - 1 | Estudiantes Octubrinos |  | Alejandro Serrano Aguilar | 4 de diciembre |

|  | Estudiantes Octubrinos | 0 - 2 | América de Ambato |  | 9 de Mayo | 11 de diciembre |

### Final
La disputaron Milagro S.C. ganador del Grupo A de la Zona 1 y América de Ambato ganador del Grupo B de la Zona 2, ganando la serie; el equipo de Milagro S.C. y el cual jugara el torneo de la serie B en 1978.
| Ciudad                                                 | Equipo local      | Resultado | Equipo visitante  |
| ------------------------------------------------------ | ----------------- | --------- | ----------------- |
| Ambato                                                 | América de Ambato | 1-1       | Milagro S.C.      |
| Milagro                                                | Milagro S.C.      | 4-1       | América de Ambato |
| Milagro S.C gana el Título con marcador global de 5-2. |                   |           |                   |

### Campeón
|                                                     |
| Milagro S.C. 1.er Título Ascendió a la Serie B 1978 |

## Ascendidos alCampeonato Ecuatoriano de Fútbol Serie B 1978
|                                                  |                                                    |
| Dep.Quevedo                                      | Olmedo                                             |
| Campeón de la Segunda Categoría de Los Ríos 1977 | Campeón de la Segunda Categoría de Chimborazo 1977 |

## Tabla General
|  |  |    | Equipo                 | PJ | PG | PE | PP | GF | GC | DG | PTS |
|  |  | -- | ---------------------- | -- | -- | -- | -- | -- | -- | -- | --- |
|  |  | 1° | Milagro S.C.           | 6  | 3  | 2  | 1  | 11 | 5  | +6 | 8   |
|  |  | 2º | América de Ambato      | 6  | 2  | 3  | 1  | 10 | 6  | +4 | 6   |
|  |  | 3° | UTM                    | 4  | 2  | 0  | 2  | 9  | 5  | +4 | 4   |
|  |  | 4º | Estudiantes            | 4  | 0  | 3  | 1  | 3  | 4  | -1 | 3   |
|  |  | 5° | Puebla JR              | 4  | 1  | 1  | 2  | 5  | 11 | -6 | 3   |
|  |  | 6º | Estudiantes Octubrinos | 4  | 1  | 1  | 2  | 2  | 8  | -6 | 3   |

PJ = Partidos jugados; PG = Partidos ganados; PE = Partidos empatados; PP = Partidos perdidos; GF = Goles a favor; GC = Goles en contra; DG = Diferencia de gol; PTS = Puntos
|  | Campeón, ascendio a la Serie B 1978. |